# Jasmin Moghbeli
Jasmin Moghbeli (Perzisch: یاسمین مقبلی) (Bad Nauheim (West-Duitsland), 24 juni 1983) is een Amerikaanse helikoptertestpiloot en NASA-astronaut. 

## Biografie
Moghbeli werd geboren op 24 juni 1983 in Bad Nauheim, West-Duitsland in een Iraans gezin. Haar ouders waren Iran ontvlucht na de Islamitische Revolutie van 1979 en emigreerden vervolgens naar de Verenigde Staten waar ze zich vestigden in Baldwin, New York. Moghbeli ging naar de Baldwin Senior High School en de Advanced Space Academy in het Huntsville Space Camp in Alabama. Ze behaalde een bachelor in lucht- en ruimtevaarttechniek met informatietechnologie aan het Massachusetts Institute of Technology (MIT) en speelde volleybal en basketbal voor de MIT Engineers.

## Militaire loopbaan
Moghbeli werd in 2005 aangesteld als officier bij het United States Marine Corps en opgeleid tot piloot op een AH-1 Super Cobra. Terwijl ze in dienst was bij het Korps Mariniers werd ze drie keer in het buitenland ingezet en voltooide ze 150 gevechtsmissies, waaronder missies in Afghanistan. Moghbeli behaalde een master in lucht- en ruimtevaarttechniek aan de Naval Postgraduate School in Californië. 
Op Naval Air Station Patuxent River in Maryland ging Moghbeli naar de US Naval Test Pilot School waar zij werd opgeleid tot helikoptertestpiloot en was werkzaam bij het Korps Mariniers in Yuma, Arizona.

## Astronaut
In juni 2017 werd Moghbeli geselecteerd als lid van NASA Astronautengroep 22 en begon vervolgens aan haar tweejarige opleiding. In januari 2020 studeerde ze samen met 13 anderen af.

## Missies
In maart 2022 werd Moghbeli aangesteld als commandant van SpaceX Crew-7 naar het internationale ruimtestation ISS als onderdeel van ISS-Expeditie 69 en 70.